# Club Baloncesto Gran Canaria 2014-2015
Questa voce raccoglie le informazioni riguardanti il Club Baloncesto Gran Canaria nelle competizioni ufficiali della stagione 2014-2015.

## Stagione
La stagione 2014-2015 del Club Baloncesto Gran Canaria è la 24ª nel massimo campionato spagnolo di pallacanestro, la Liga ACB.

## Roster
Aggiornato al 14 luglio 2018.
| Herbalife Gran Canaria 2014-15 | Herbalife Gran Canaria 2014-15 |
| Giocatori                      | Staff tecnico                  |
| ------------------------------ | ------------------------------ |

| N. | Naz.                                           | Ruolo | Nome              | Anno | Alt.   | Peso   |  |
| -- | ---------------------------------------------- | ----- | ----------------- | ---- | ------ | ------ |  |
| 3  | Italia (bandiera)                              | P     | Luca Vitali       | 1986 | 201 cm | 85 kg  |  |
| 4  | Spagna (bandiera)                              | PG    | Albert Oliver     | 1978 | 186 cm | 84 kg  |  |
| 5  | Senegal (bandiera) · Spagna (bandiera)         | AC    | Mouhamed Barro    | 1995 | 204 cm | 104 kg |  |
| 8  | Australia (bandiera)                           | AP    | Brad Newley       | 1985 | 200 cm | 93 kg  |  |
| 9  | Finlandia (bandiera)                           | G     | Sasu Salin        | 1991 | 190 cm | 86 kg  |  |
| 10 | Spagna (bandiera)                              | G     | Txemi Urtasun     | 1984 | 193 cm | 84 kg  |  |
| 11 | Spagna (bandiera)                              | P     | Tomás Bellas      | 1987 | 185 cm | 90 kg  |  |
| 12 | Australia (bandiera) · Serbia (bandiera)       | C     | Aleks Marić       | 1984 | 211 cm | 125 kg |  |
| 13 | Rep. Dominicana (bandiera) · Spagna (bandiera) | A     | Eulis Báez (C)    | 1982 | 201 cm | 95 kg  |  |
| 14 | Canada (bandiera) · Irlanda (bandiera)         | C     | Levon Kendall     | 1984 | 208 cm | 104 kg |  |
| 15 | Spagna (bandiera)                              | P     | Joaquín Portugués | 1995 | 186 cm |        |  |
| 17 | Spagna (bandiera)                              | P     | Fabio Santana     | 1992 | 188 cm | 84 kg  |  |
| 19 | Spagna (bandiera)                              | P     | Óscar Alvarado    | 1991 | 184 cm | 78 kg  |  |
| 21 | Spagna (bandiera)                              | AP    | Oriol Paulí       | 1994 | 201 cm | 84 kg  |  |
| 22 | Capo Verde (bandiera) · Spagna (bandiera)      | C     | Walter Tavares    | 1992 | 220 cm | 120 kg |  |
| 24 | Stati Uniti (bandiera) · Slovacchia (bandiera) | G     | Kyle Kuric        | 1989 | 193 cm | 88 kg  |  |
| 25 | Stati Uniti (bandiera) · Irlanda (bandiera)    | AG    | Ian O'Leary       | 1986 | 201 cm | 100 kg |  |
| 35 | Stati Uniti (bandiera)                         | AG    | DaJuan Summers    | 1988 | 203 cm | 109 kg |  |
| -  | Georgia (bandiera)                             | AG    | Willy Isiani      | 1997 | 201 cm | 104 kg |  |

| Allenatore                                                                             |
| - Aíto García Reneses                                                                  |
| Assistente/i                                                                           |
| - Víctor García - Israel González Legenda - (C) Capitano - (IN) Inattivo - Infortunato |

## Mercato

### Sessione estiva
| Acquisti | Acquisti       | Acquisti        | Acquisti   | Acquisti |
| R.a      | Nome           | da              | Modalità   |          |
| -------- | -------------- | --------------- | ---------- | -------- |
| G        | Kyle Kuric     | Estudiantes     | definitivo |          |
| AP       | Oriol Paulí    | Barcellona B    | definitivo |          |
| AG       | DaJuan Summers | Budivelnyk Kiev | definitivo |          |
| G        | Txemi Urtasun  | Málaga          | definitivo |          |
| AC       | Levon Kendall  | Alba Berlino    | definitivo |          |

| Cessioni | Cessioni       | Cessioni          | Cessioni       | Cessioni |
| R.       | Nome           | a                 | Modalità       |          |
| -------- | -------------- | ----------------- | -------------- | -------- |
| G        | Ben Hansbrough | Chicago Bulls     | fine contratto |          |
| AG       | Nacho Martín   | Estudiantes       | fine contratto |          |
| C        | Xavi Rey       | Free agent        | fine contratto |          |
| C        | Deji Akindele  | Fuenlabrada       | fine contratto |          |
| AP       | Javier Beirán  | Canarias Tenerife | fine contratto |          |
| P        | Óscar Alvarado | Baunach           | fine contratto |          |
| AG       | Saša Borovnjak | Zornotza          | fine contratto |          |

### Dopo l'inizio della stagione
| Acquisti | Acquisti       | Acquisti         | Acquisti        | Acquisti   |
| R.       | Nome           | da               | Data            | Modalità   |
| -------- | -------------- | ---------------- | --------------- | ---------- |
| P        | Óscar Alvarado | Baunach          | dicembre 2014   | definitivo |
| G        | Sasu Salin     | Olimpija Lubiana | 9 febbraio 2015 | definitivo |
| C        | Aleks Marić    | P. Bandar Imam   | 29 aprile 2015  | definitivo |
| P        | Luca Vitali    | Vanoli Cremona   | 18 maggio 2015  | definitivo |

| Cessioni | Cessioni       | Cessioni   | Cessioni       | Cessioni    |
| R.       | Nome           | a          | Data           | Modalità    |
| -------- | -------------- | ---------- | -------------- | ----------- |
| P        | Óscar Alvarado | Valladolid | febbraio 2015  | rescissione |
| AG       | DaJuan Summers | Free agent | 23 aprile 2015 | rescissione |